# Rinodina marysvillensis
Rinodina marysvillensis är en lavart som beskrevs av Hugo Magnusson. Rinodina marysvillensis ingår i släktet Rinodina och familjen Physciaceae.   Inga underarter finns listade i Catalogue of Life.